# Lambertův–Beerův zákon

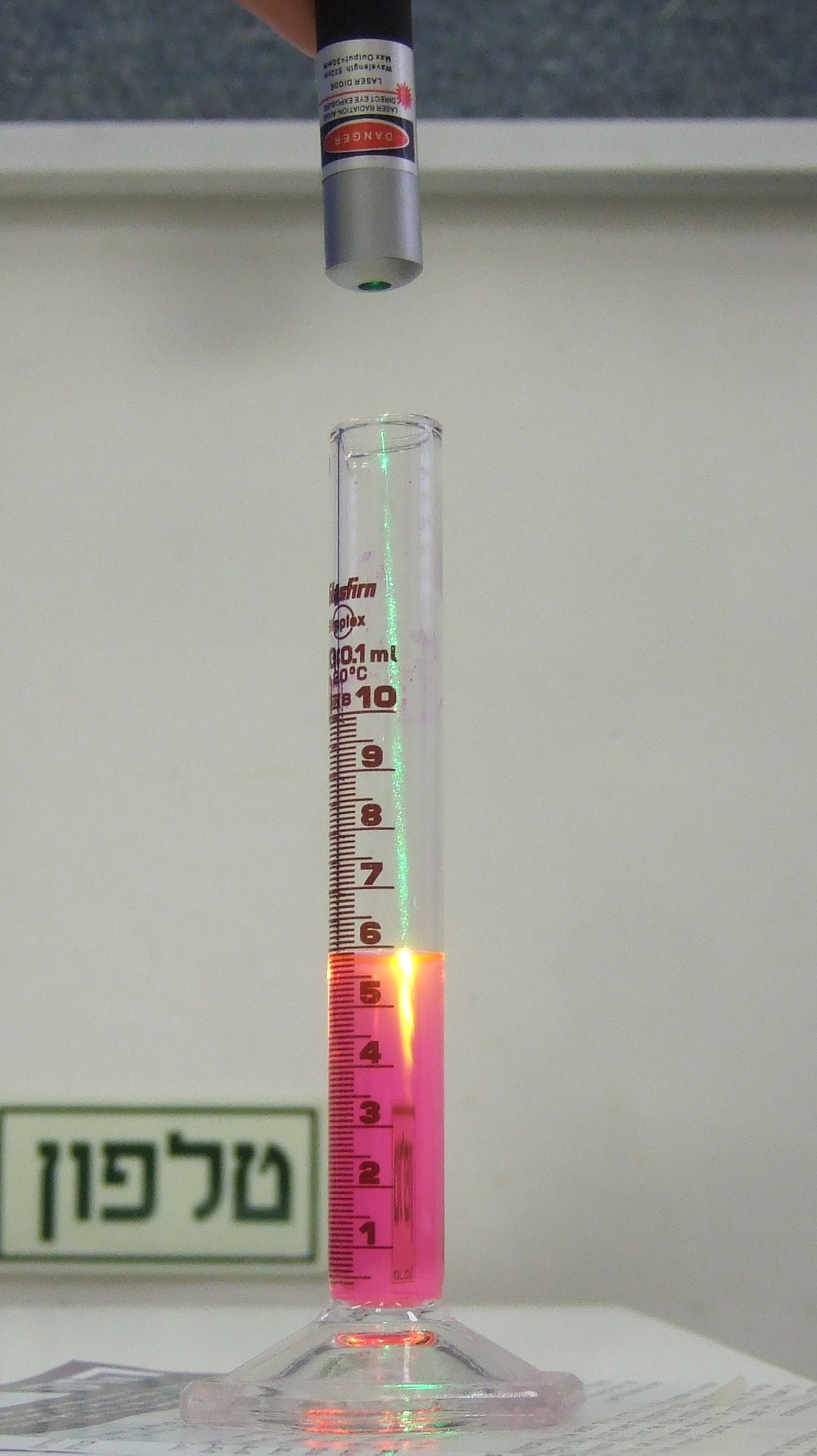
Lambertův–Beerův zákon v praxi. Síla laserového paprsku se při procházení materiálem zmenšuje.

Lambertův–Beerův zákon je matematické vyjádření závislosti absorpce elektromagnetického záření na vlastnostech materiálu, skrze který záření prochází. Zákon byl nezávisle empiricky odvozen fyziky Bouguerem (1729), Lambertem (1760) a Beerem (1852). Lambertův–Beerův zákon platí pouze pro absorpci monochromatického záření.

## Odvození zákona
Lambertův–Beerův zákon lze vyjádřit v různých podobách. Samotný empiricky odvozený zákon má exponenciální podobu:
{\displaystyle \phi =\phi _{0}\cdot 10^{-\varepsilon _{\lambda }c\ell }\qquad (\phi _{0}>\phi )}
- Φ0 – vstupní zářivý tok
- Φ – výstupní zářivý tok
- {\displaystyle c} – Koncentrace absorpční složky
- {\displaystyle \varepsilon _{\lambda }} – Molární absorpční koeficient při vlnové délce λ
- {\displaystyle \ell } – Délka absorpční vrstvy

Poznámka: součin ελ·c v exponentu se někdy označuje jako absorpční koeficient roztoku a.
Na vyjádření koncentrace se běžně používá molární koncentrace v mol/m3 resp. mol/dm3. Molární absorpční (dřív extinkční) koeficient ε je závislý na chemické struktuře látky a na vlnové délce procházejícího záření.
Pro vyjádření závislosti absorpce záření na koncentraci absorpční složky je vhodné vztah logaritmovat, čímž se z exponenciální závislosti stane lineární. Byly zavedeny bezrozměrné veličiny absorbance (A) a transmitance (T):
{\displaystyle A=-\log {\frac {\phi }{\phi _{0}}}=-\log T=\varepsilon _{\lambda }c\ell }
Absorbance (A) může nabýt hodnoty (0, ∞). Transmitance (T) (dříve transparence) se často udává v procentech a nabývá hodnoty (0, 100 %).

## Aplikace
Na Lambertově–Beerově zákoně (tj. absorpci záření) jsou založeny mnohé moderní analytické metody, například celá skupina spektrálních metod (spektrometrie či fotometrie).